# Stipa ameghinoi
Stipa ameghinoi är en gräsart som beskrevs av Carlos Luis Spegazzini. Stipa ameghinoi ingår i släktet fjädergrässläktet, och familjen gräs. Inga underarter finns listade i Catalogue of Life.